# جیمز دبلیو. پترسون
جیمز دبلیو. پترسون (به انگلیسی: James W. Patterson) سناتور سابق عضو حزب جمهوری‌خواه ایالات متحده آمریکا بود. وی در سال ۱۸۶۷ تا ۱۸۷۳ میلادی سناتور ایالت نیوهمپشایر در سنای ایالات متحده آمریکا بود.

## زندگی
پترسون در ۲ ژوئیه ۱۸۲۳ در هنیکر، نیوهمپشایر به دنیا آمد. در سال ۱۸۴۸ از کالج دارتموث فارغ‌التحصیل شد. از ۱۸۵۴ تا ۱۸۶۵ استاد کالج دارتموث بود و ریاضیات، اخترشناسی و هواشناسی تدریس می‌کرد. در ۱۸۶۲ وارد مجلس نمایندگان ایالت شد. در ۳۸ و ۳۹مین دوره مجلس به عنوان نماینده حزب جمهوری‌خواه وارد مجلس شد. از ۱۸۶۷ تا ۱۸۷۳ نیز در مجلس سنا حضور داشت.